# Xã Wilson, Quận Cass, Minnesota
Xã Wilson (tiếng Anh: Wilson Township) là một xã thuộc quận Cass, tiểu bang Minnesota, Hoa Kỳ. Năm 2010, dân số của xã này là 645 người.